# Đại dịch cúm 2009 tại México

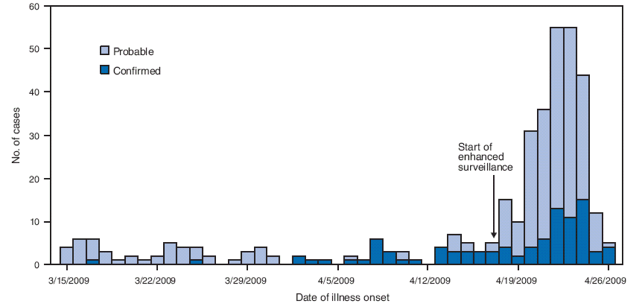
Số lượng các trường hợp tại Mexico theo ngày căn bệnh bộc phát, 15/3 – 26/4.

Vào tháng 3 và 4, 2009 một dịch bệnh được gọi là "dịch cúm lợn" bùng phát và tác động nhiều người ở México và nhiều nơi khác trên thế giới, gây nên một số bệnh tật. Không nhiều trường hợp tại Mexico tới cuối tháng 4 được xác nhận mắc cúm lợn thông qua kết quả kiểm tra ở phòng thí nghiệm, trong khi các trường hợp ở Mỹ mới chỉ có những triệu chứng nhẹ. Lúc này, các chuyên gia y tế chưa tìm ra được nguyên nhân vì sao một số người mắc bệnh lại trở nên trầm trọng, một số người khác thì chỉ như bị cảm lạnh.

Tiến trình bộc phát tại Mexico:
Chết
Trường hợp được xác nhận

Tổ chức Y tế thế giới khuyến cáo mọi quốc gia thận trọng với mùa cúm bất thường hoặc với các trường hợp có triệu chứng như viêm phổi, đặc biệt với người trưởng thành trẻ tuổi. Theo Tổ chức Y tế thế giới, hầu hết những người tử vong tại Mexico đều có độ tuổi từ 25-45 thay vì trẻ em và người già - những đối tượng dễ mắc cúm nhất từ trước. Ngày 28/3, các chuyên gia Tổ chức Y tế thế giới có cuộc họp tại Genève để thảo luận về việc có nâng mức báo động hay không. H1N1 là loại virút gây ra dịch cúm theo mùa ở người, nhưng phiên bản mới được phát hiện trong các mẫu thử của bệnh nhân tại Mexico cho thấy nó có chứa gien từ các phiên bản virút gây cúm ở lợn và chim. Loại virút này chủ yếu lây lan qua ho và hắt hơi.

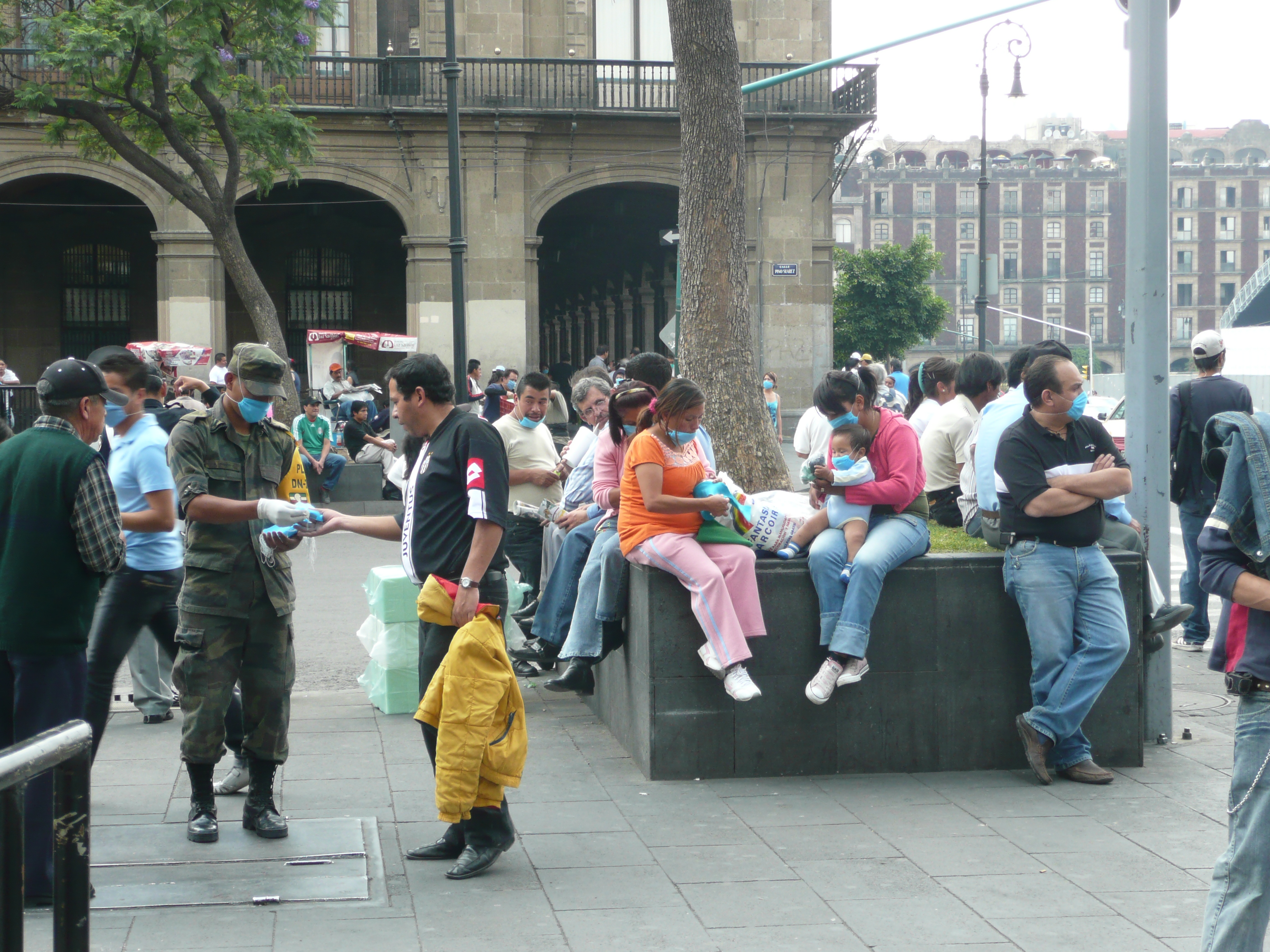
Lính Mexico phát khẩu trang cho dân.

Ngày 27/4, quan chức Mexico xác nhận 20 người tử vong do virút H1N1 và 61 trường hợp còn lại bị nghi nhiễm cúm lợn virút H1N1. Hơn 1.300 người nhập viện vì có những triệu chứng đáng nghi kể từ 13/4. Do Thành phố Mexico dường như là trung tâm lây nhiễm bệnh mới, nên nhiều người đã chọn lựa cách rời khỏi thành phố. Vào buổi cầu nguyện Chủ nhật, 26/4, 2009 ở các nhà thờ, linh mục đặt bánh thánh vào tay mọi người thay vì đưa vào lưỡi họ như trước. Có những lo ngại về tác động của cúm lợn với kinh tế Mexico. Sợ hãi dịch bệnh khiến nhiều khách du lịch bỏ các kỳ nghỉ đến nước này và xuất khẩu của Mexico bắt đầu bị ảnh hưởng. Ngân hàng Thế giới cung cấp cho Mexico khoản vay 200 triệu Mỹ kim để đối phó với dịch bệnh.

## Lạc quan
Ngày 30/4, Bộ trưởng Y tế Mexico tỏ ý lạc quan rằng tốc độ lây lan của cúm lợn đã chậm lại ở quốc gia bị ảnh hưởng nặng nhất này. Tuy nhiên, Tổ chức Y tế thế giới lại thận trọng hơn, nói rằng không có bằng chứng cho thấy dịch bệnh đã kết thúc. Jose Angel Cordova nói số ca nhiễm mới đã chững lại và tỷ lệ tử vong gần như bằng 0 trong vài ngày trước đó. Ông nói vài ngày tới sẽ có vai trò then chốt trong việc quyết định liệu cúm A H1N1 có thực sự đang suy giảm hay không. Ngày 1/5, Bộ Y tế Mexico khẳng định đã có 12 người tử vong do cúm lợn và 300 người nhiễm bệnh.

## Phòng chống
Tính đến ngày 2/5, Mexico vẫn dẫn đầu danh sách có người bị nhiễm vi-rút A H1N1 với 397 ca (với 16 người chết), tiếp theo là Mỹ với 161 ca (1 người chết), Canada 51 ca, Tây Ban Nha 15 ca, Anh 13 ca, Đức 6 ca, Tân Tây Lan 4 ca, Israel, Pháp và Hàn Quốc mỗi nước 2 ca, Ý, Thụy Sĩ, Áo, Hồng Kông, Đan Mạch và Hà Lan mỗi nước 1 ca. Chính phủ Mexico thiết lập 800 đường dây nóng để giải đáp mọi thông tin liên quan tới dịch cúm này. Nước này cũng bắt đầu ngừng một số hoạt động kinh tế trong 5 ngày kể từ 1/5 để tập trung nỗ lực chống dịch. Hầu hết mọi cơ quan chính phủ tạm đóng cửa, các cơ sở kinh doanh cũng được kêu gọi ngừng hoạt động và chính phủ khuyến khích người dân ở nhà. Mexico quyết định chi 1,67 tỷ peso (khoảng 124 triệu mỹ kim) để chống dịch cúm A H1N1. Ngân hàng Phát triển Liên châu Mỹ thông qua khoản vay trị giá 3 tỷ Mỹ kim để giúp Mexico chống dịch.

## Giảm
Những con số được công bố từ các phòng thí nghiệm của Mexico vào đầu tháng 5 cho thấy tổng số người thiệt mạng vì nghi nhiễm loại virút cúm lạ ở nước này thấp hơn nhiều so với con số được công bố trước đó. Đây rõ ràng là một tin vui đối với cộng đồng thế giới đang hết sức lo ngại về mối đe doạ của đại dịch cúm A/H1N1 bấy giờ. Số người chết vì nghi nhiễm virút A/H1N1 ở Mexico đã giảm từ 176 trường hợp xuống còn 101 trường hợp khi hàng chục mẫu xét nghiệm từ những người đã chết cho kết quả âm tính. Ngoài ra, trong mấy ngày gần đây, số bệnh nhân nhiễm virút A/H1N1 có triệu chứng nghiêm trọng phải nhập viện ở Mexico đã giảm đi nhiều. Thực tế này cho thấy tỉ lệ lây lan dịch cúm đã suy giảm mặc dù đã có thêm một số trường hợp nhiễm bệnh ở Châu Âu và những ca nhiễm bệnh đầu tiên ở Châu Á.

## Xem xét tái mở cửa các trường học
Ngày 4/5, Mexico xem xét việc mở cửa trở lại các trường học và các cơ sở kinh doanh do tình hình dịch cúm A/H1N1 đang dần trở nên ổn định. Trong khi đó, virút cúm A/H1N1 vẫn tiếp tục lây lan trên thế giới với những trường hợp mới được phát hiện ở châu Âu, Bắc và Nam Mỹ. Tổng thống Mexico cho rằng việc đóng cửa các dịch vụ công cộng trên toàn quốc cùng với một chiến dịch thông tin liên tục và mạnh mẽ đã giúp nước này kiềm chế được sự bùng phát của dịch cúm A/H1N1. Theo Bộ trưởng Y tế Mexico, chính phủ bắt đầu thực hiện các bước chuẩn bị để mở cửa trở lại các trường học, các cơ sở kinh doanh và các dịch vụ công cộng khác từ ngày 4/5. Tuy nhiên, kèm theo việc đó, Mexico sẽ đưa ra thêm nhiều khuyến cáo an toàn để tránh làm lây lan dịch cúm.
"Chúng tôi đã thành công trong việc kiềm chế hoặc ít nhất là làm chậm lại tốc độ lây lan của dịch cúm A/H1N1 bởi vì chúng tôi đã có những biện pháp đúng đắn," ông Calderon phát biểu tại một cuộc trả lời phỏng vấn. Bộ trưởng Y tế Jose Angel Cordova công bố virút A/H1N1 đã giết chết ít nhất 22 người ở Mexico cho đến đầu tháng 5 và làm ít nhất 568 người khác bị ốm. Đỉnh điểm của dịch cúm ở Mexico diễn ra từ 23 - 28/4 và hiện Mexico đã vượt qua được giai đoạn đó. Tổng thống Calderon phàn nàn về phản ứng quá dữ dội của các nước đối với người Mexico.
"Tôi nghĩ thật không công bằng bởi vì chúng tôi đã rất thành thật và công khai đầy đủ thông tin với thế giới nhưng một số nước và một số nơi đã áp dụng các biện pháp mạnh mẽ và có tính phân biệt đối xử với các công dân của chúng tôi," Tổng thống Calderon nói. Mặc dù Calderon không chỉ đích danh nước nào nhưng Bộ Ngoại giao Mexico sau đó nòi nước này đang cử một chiếc máy bay đến một số quốc gia để đưa trở về bất kỳ người Mexico nào muốn rời khỏi nước đó. Ước tính, trận dịch cúm A/H1N1 đến ngày 6/5 đã gây tổn thất cho nền kinh tế Mexico 2,3 tỉ Mỹ kim.

## Căng thẳng ngoại giao
Ngày 4/5, Bộ Ngoại giao Mexico tuyên bố điều máy bay tới Trung Quốc để đưa hàng chục công dân của họ, những người muốn trở về nhà sau khi bị chính quyền sở tại giữ "vì lý do sức khỏe". Trung Quốc phủ nhận cáo buộc có phân biệt đối xử với người Mexico giữa lúc dịch cúm bùng phát, nước này khẳng định họ chỉ áp dụng những biện pháp phòng ngừa ngăn chặn virus lây lan.